# Luciano Spinosi
Pour les articles homonymes, voir Spinosi.
Luciano Spinosi (né le 9 mai 1950 à Rome) est un joueur de football italien, qui évoluait au poste de défenseur, avant de devenir ensuite entraîneur.
Ses frères aînés furent également footballeurs, dont Enrico Spinosi qui fut professionnel. Pour les distinguer, Enrico est souvent appelé Spinosi I et Luciano Spinosi II.

## Biographie
Durant sa carrière, Spinosi est connu pour avoir évolué dans les clubs de l'AS Roma et de la Juventus FC (avec qui il dispute sa première rencontre le 30 août 1970 lors d'un nul 1-1 contre l'Hellas Vérone en coupe). Il dispute au total avec la Juve 241 matchs pour 4 buts inscrits en huit saisons (dont 138 matchs et un but en Serie A), remportant en tout cinq scudetti (1971-72, 1972-73, 1974-75, 1976-77 et 1977-78) et une coupe.
Avec l'équipe d'Italie de football, il a joué 22 matchs, faisant ses débuts avec les espoirs le 19 novembre 1969.
Spinosi a également joué pour l'Hellas Vérone, l'AC Milan et l'AC Cesena.
Avec les joueurs Carlo Ancelotti, Roberto Pruzzo et Roberto Boninsegna, il a fait une apparition dans le film Don Camillo avec Terence Hill. Il a également fait une apparition dans le film "L'allenatore nel pallone" aux côtés de Lino Banfi.
Après sa carrière de joueur, il entreprit une carrière d'entraîneur (c'est d'ailleurs lui qui lança dans le bain le jeune Francesco Totti lors de sa période à l'AS Roma). Il fut l'adjoint notamment du suédois Sven-Göran Eriksson à la Lazio (remportant au total sept titres avec le club de la capitale entre 1998 et 2000).

## Palmarès
| Juventus - Championnat d'Italie (5) : - Champion : 1971-72, 1972-73, 1974-75, 1976-77 et 1977-78. - Vice-champion : 1973-74 et 1975-76. - Coupe d'Italie (1) : - Vainqueur : 1978-79. - Finaliste : 1972-73. - Coupe des villes de foires : - Finaliste : 1970-71. - Coupe des clubs champions : - Finaliste : 1972-73. - Coupe UEFA (1) : - Vainqueur : 1976-77. |  | AS Roma - Coupe d'Italie (3) : - Vainqueur : 1968-69, 1979-80 et 1980-81. |